# فلهيلم فون هايدنغر
فلهيلم فون هايدنغر (بالألمانية: Wilhelm von Haidinger) هو عالم جيولوجي نمساوي عاش في الفترة ما بين سنتي 1795 و 1871.
ولد في مدينة فيينا؛ ودرس علم المعادن والفلزات في جامعة غراتس مع فريدرش موس؛ ووصف العديد من المعادن وأطلق تسميات مميزة عليها، مثلما هو الحال في معادن المنغنيت والهاوسمانيت والراملسبيرغيت واللولينغيت والبراونيت.
توفي في ضاحية دورنباخ Dornbach بالقرب من العاصمة النمساوية.